# Lappetorp
Lappetorp är en bebyggelse i Svärta socken i Nyköpings kommun i Södermanlands län, cirka 10 km öster om Nyköping. SCB har sedan 2020 är avgränsat en småort.